# Disclaimer (TV-serie)
Disclaimer är en brittisk-amerikansk thriller- och dramaserie som hade premiär på Apple TV+ den 11 oktober 2024. Den första säsongen består av sju avsnitt.

## Handling
Den första säsongen kretsar kring Catherine Ravenscroft, en TV-dokumentärjournalist vars arbete har byggts på att avslöja överträdelser från respekterade organisationer.

## Rollista (i urval)
- Cate Blanchett – Catherine Ravenscroft
- Kevin Kline – Stephen Brigstocke
- Sacha Baron Cohen – Robert
- Kodi Smit-McPhee – Nicholas
- Louis Partridge – Jonathan
- Lesley Manville – Nancy
- HoYeon Jung – Kim
- Liv Hill – Sasha
- Gemma Jones – Helen
- Anya Marco Harris – Aleena